# Hans Mersheimer
Johann „Hans“ Christian Mersheimer (* 29. Oktober 1905; † 1982) war ein deutscher Industriemanager und Vorstandsmitglied der Adam Opel AG. Er prägte vor allem die Opel-Modelle der 1960er Jahre.

## Werdegang
1920 begann er bei Opel in Rüsselsheim eine Ausbildung zum Schlosser und absolvierte anschließend von 1924 bis 1926 ein Maschinenbaustudium am Rheinischen Technikum in Bingen mit Abschluss als Ingenieur. Ab 1927 war er als Karosseriebaumeister tätig und kehrte 1930 nach Beendigung von beruflichen Aus- und Fortbildungsmaßnahmen zurück zu Opel als Assistent in der Abteilung Karosserieentwicklung. Er war ab 1949 Abteilungsleiter für Karosseriekonstruktion (inkl. Modellraum). Im Jahre 1954 wurde er Assistent von Opel-Chefingenieur Karl Stief. Nach der Versetzung Stiefs in den Ruhestand wurde Mersheimer 1959 sein Nachfolger und zudem zum außerordentlichen Vorstandsmitglied der Adam Opel AG ernannt. Von 1964 bis 1967 war er reguläres Vorstandsmitglied der Adam Opel AG und war ab Oktober 1967 Technischer Direktor. Ab November 1967 war Mersheimer Assistent des Opel-Vorstandsvorsitzenden Ralph Mason für technische Fragen.
Im Oktober 1970 beendete Hans Mersheimer seine Berufslaufbahn bei Opel und ging in den Ruhestand.

## Trivia
Bekannt wurde sein Zitat: „Wir wollen auch mal auf der linken Seite fahren.“
| Personendaten    | Personendaten                                     |
| ---------------- | ------------------------------------------------- |
| NAME             | Mersheimer, Hans                                  |
| ALTERNATIVNAMEN  | Mersheimer, Johann Christian (vollständiger Name) |
| KURZBESCHREIBUNG | deutscher Manager                                 |
| GEBURTSDATUM     | 29. Oktober 1905                                  |
| STERBEDATUM      | 1982                                              |